# Kerncentrale Metsamor
Kerncentrale Metsamor (Armeens: Մեծամորի ատոմակայան), gelegen in het Armeense Metsamor, heeft 2 reactoren van het type VVER-440/270.
Deze centrale ligt in een aardbevingsgevoelig gebied, dicht bij de Turkse grens en op 36 kilometer van de hoofdstad Jerevan.
Reactor Armenië-1 is sinds 1989 permanent stilgelegd. Reactor Armenië-2 heeft langdurig stilgelegen tussen 1989 en 1995, maar is nu weer actief. Sedert 2007 duiken er regelmatig plannen op voor een derde reactor. Deze zijn echter nooit concreet uitgewerkt.
| Reactorblok | Reactortype      | Vermogen | Begin bouw | Inbedrijfsname | Stillegging |
| ----------- | ---------------- | -------- | ---------- | -------------- | ----------- |
| Armenië-1   | drukwaterreactor | 408 MW   | 1969       | 1976           | 1989        |
| Armenië-2   | drukwaterreactor | 408 MW   | 1975       | 1980           |             |